# Rosa 'Just Joey'
'Just Joey' (el nombre de la obtención registrada), es un cultivar de rosa que fue conseguido en Reino Unido en 1972 por el rosalista británico Roger Pawsey.

## Descripción
'Just Joey' es una rosa moderna cultivar del grupo Híbrido de té.
El cultivar procede del cruce de 'Fragrant Cloud' (Híbrido de té, Tantau, 1963) x 'Dr. A.J. Verhage'.
Las formas arbustivas del cultivar tienen porte erguido y alcanza unos 75 a 120 cm de alto con 120 cm de ancho. Las hojas son de color verde oscuro brillante, follaje de aspecto coriáceo.
Sus delicadas flores de color mezcla de albaricoque. Fragancia fuerte. 30 pétalos. El diámetro medio de 5". Grandes, completos (26-40 pétalos), la presentación de la flor sobre todo solitaria, florece en ramo, en pequeños grupos, té híbrido clásico, forma de la flor con volantes.
Florece en oleadas a lo largo de la temporada. Primavera o verano son las épocas de máxima floración, si se le hacen podas más tarde tiene después floraciones dispersas.

## Origen
El cultivar fue desarrollado en Reino Unido por el prolífico rosalista británico Cants of Colchester en 1972. 'Just Joey' es una rosa híbrida diploide con ascendentes parentales de 'Fragrant Cloud' (Híbrido de té, Tantau, 1963) x 'Dr. A.J. Verhage'.
La obtención fue registrada bajo el nombre cultivar de 'Just Joey' por Cants of Colchester en 1972 y se le dio el nombre comercial de exhibición 'Just Joey' ®.

## Premios y galardones
La rosa 'Just Joey' fue votada como rosa favorita del mundo « The World's Favorite Rose »  en 1994. "Just Joey" es el nombre de la esposa de Roger Pawsey, Joey, uno de los socios de Cants of Colchester.

## Cultivo
Aunque las plantas están generalmente libres de enfermedades, es posible que sufran de punto negro en climas más húmedos o en situaciones donde la circulación de aire es limitada. Las plantas toleran la sombra, a pesar de que se desarrollan mejor a pleno sol. En América del Norte son capaces de ser cultivadas en USDA Hardiness Zones 7b a 10b. La resistencia y la popularidad de la variedad han visto generalizado su uso en cultivos en todo el mundo.
Puede ser utilizado para las flores cortadas, jardín o portador guía. Vigorosa. En la poda de Primavera es conveniente retirar las cañas viejas y madera muerta o enferma y recortar cañas que se cruzan. En climas más cálidos, recortar las cañas que quedan en alrededor de un tercio. En las zonas más frías, probablemente hay que podar un poco más que eso. Requiere protección contra la congelación de las heladas invernales.